# ساحل فوترو
ساحل فوترو (انگلیسی: Futuro Beach) فیلمی در ژانر درام به کارگردانی کریم عینوز است که در سال ۲۰۱۴ منتشر شد. از بازیگران آن می‌توان به واگنر مورا اشاره کرد.